# Arroyo Grande (Río Negro, rechtsseitig)
Der Arroyo Grande ist ein Fluss im Westen Uruguays.
Er entspringt in der Cuchilla de Haedo auf dem Gebiet des Departamento Río Negro an der Grenze zu Paysandú. Die Quelle liegt nordwestlich von Merinos und nordöstlich des Cerro de la Marcela. Von dort verläuft er in südwestliche bis südliche Richtung, teilweise nahezu parallel zum westlich fließenden Arroyo Don Esteban Grande. Er passiert Paso de los Mellizos, unterquert die Ruta 3 und mündet als rechtsseitiger Nebenfluss bei Paso de Vera in den Río Negro.

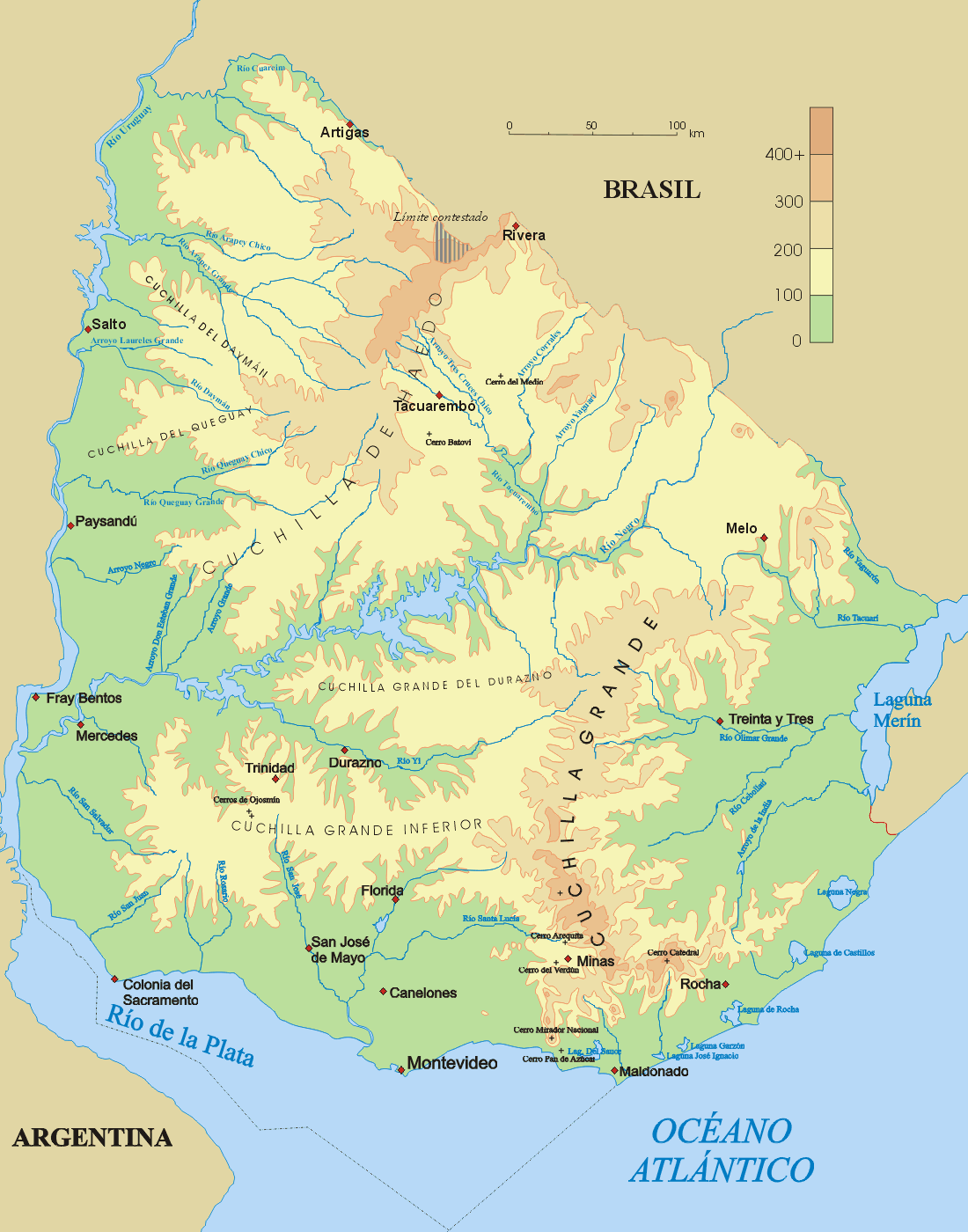
Karte mit Verlauf des Flusses